# Ставківська сільська рада (Володарсько-Волинський район)
Ставківська сільська рада — колишня адміністративно-територіальна одиниця та орган місцевого самоврядування у Володарсько-Волинському (Кутузівському, Володарському) районі Коростенської і Волинської округ, Київської та Житомирської областей Української РСР з адміністративним центром у селі Ставки.

## Населені пункти
Сільській раді на час ліквідації були підпорядковані населені пункти:
- с. Йосипівка;
- с. Мар'янівка;
- с. Михайлівка;
- с. Ставки.

## Населення
Кількість населення ради, станом на 1923 рік, становила 1 639 осіб, кількість дворів — 251.
Кількість населення сільської ради, станом на 1924 рік, становила 1 685 осіб.

## Історія та адміністративний устрій
Створена 1923 року в складі сіл Михайлівка і Ставки (Буда-Ставки) та колонії Нейманівка Кутузівської волості Житомирського повіту Волинської губернії. 7 березня 1923 року увійшла до складу новоствореного Кутузівського району Коростенської округи. 24 серпня 1923 року, відповідно до рішення Волинської ГАТК (протокол № 4 «Про зміни границь в межах округів, районів і сільрад»), кол. Нейманівка передано до складу Язвинської сільської ради Кутузівського (згодом — Володарський, Володарсько-Волинський) району.
Станом на 1 вересня 1946 року сільська рада входила до складу Володарсько-Волинського району Житомирської області, на обліку в раді перебували села Михайлівка та Ставки.
2 вересня 1954 року, відповідно до рішення Житомирського облвиконкому № 1087 «Про перечислення населених пунктів в межах районів Житомирської області», до складу ради включено села Йосипівка і Мар'янівка Суховільської та Дашинської сільських рад Володарсько-Волинського району.
Ліквідована 5 березня 1959 року, відповідно до рішення Житомирського облвиконкому № 161 «Про ліквідацію та зміну адміністративно-територіального поділу окремих сільських рад області», села Михайлівка і Ставки передані до складу Зубринської сільської ради, села Йосипівка та Мар'янівка — до складу Суховільської сільської ради Володарсько-Волинського району Житомирської області.